# زیبابرگ
زیبابَرگ (Calophyllum) یک سرده از گیاهان گل‌دار گرمسیری از خانواده زیبابرگان است. گیاهان این سرده عمدتاً در آسیا و برخی از گونه‌های آن در آفریقا، قاره آمریکا، استرالیا و جزایر اقیانوس آرام پراکنده هستند.
تقریباً ۱۸۷ گونه در این جنس وجود دارد.
بر روی نشان ملی نائورو یک زیبابرگ تلطیف‌شده نشان داده شده‌است.

## پیشینه
اعضای سرده زیبابرگ بومی مالسیا و والاسیا برای ساخت سنتی قایق‌های بازویی بزرگ مردمان آسترونزیایی اهمیت ویژه‌ای دارند و در جریان مهاجرت‌های مردم آسترونزیایی همراه آنان به اقیانوسیه و ماداگاسکار آورده شدند. زیبابرگ‌ها از نظر اهمیت با نحوه عملکرد بلوط در کشتی‌سازی و صنایع چوب اروپایی قابل مقایسه بوده‌است. قابل توجه‌ترین گونه زیبابرگ ساحلی (Calophyllum inophyllum) است که به راحتی در سواحل شنی و صخره ای محیط‌های جزیره‌ای که استعمار استرالیایی‌ها در آن مستعمره شده بودند، رشد می‌کند.

## شرح
زیبابرگ‌ها به صورت درخت یا درختچه هستند. آنها یک لاتکس بی‌رنگ، سفید یا زرد تولید می‌کنند. برگ‌ها با چینش متقابل و دارای تیغه‌های چرمی هستند که اغلب روی دمبرگ‌ها قرار دارند. برگ‌ها ظاهری مشخص دارند، با رگبرگ‌های موازی باریک که با کانال‌های رزینی متناوب می‌شوند. گل آذین از نوع گرزن است که از بغل برگ یا انتهای شاخه‌ها می‌روید. در گل، کاسبرگ‌ها و گلبرگ‌ها ممکن است شبیه به هم به نظر برسند و به صورت حلقه ای قرار گرفته‌اند. برچه‌های زیادی وجود دارد. میوه به شکل شفت با لایه‌های نازک گوشت روی یک دانه بزرگ است.

## کاربردها
بسیاری از گونه‌ها برای چوبشان استفاده می‌شود. برخی از آنها درختانی سخت‌چوب هستند که ارتفاعشان به ۳۰ متر می‌رسد. این درختان تمایل به رشد سریع دارند. چوب صنوبر بیرونی مایل به زرد، زرد مایل به قهوه ای یا نارنجی است که گاهی اوقات رنگ صورتی دارد و چوب داخلی آن متمایل به قرمز روشن تا قرمز مایل به قهوه‌ای است. چوب دارای دانه‌های رگه ای، نواری یا زیگزاگ است. از این چوب برای ساخت قایق، کفپوش و مبلمان استفاده شده و از آن به تخته سه‌لایی تبدیل شده‌است. چوب Calophyllum ممکن است تحت نام bitangor فروخته شود، و گونه ممکن است به جای یکدیگر استفاده شود. یک محموله ممکن است حاوی تخته‌هایی از چندین گونه مختلف باشد.
گیاهان این جنس همچنین به دلیل ترکیب شیمیایی خود با انواع متابولیت‌های ثانویه جدا شده مانند کومارین‌ها، گزانتون‌ها، فلاونوئیدها و تری ترپن‌ها شناخته شده‌اند. ترکیبات این جنس دارای خواص ضد سمی، ضد اچ‌آی‌وی، ضد ترشح، محافظ سلولی، ضد درد و ضد میکروبی هستند. برخی از گیاهان در طب سنتی برای درمان بیماری‌هایی مانند زخم معده، تومورها، عفونت‌ها، درد و التهاب استفاده می‌شود.
زیبابرگ ساحلی (Calophyllum inophyllum) منبع روغن تامانو است، روغنی مایل به سبز و با رایحه مغزی و ارزش تجاری. از آن به عنوان روغن ماساژ، داروی موضعی، روغن چراغ موشی و روغن آب‌بندی استفاده شده‌است و هنوز هم در لوازم آرایشی استفاده می‌شود. تاکاماهک رزین درخت است. این گونه همچنین برای چوبش کشت می‌شود و در محوطه‌سازی ساحلی به عنوان بادشکن و برای کنترل فرسایش خاک کاشته می‌شود.

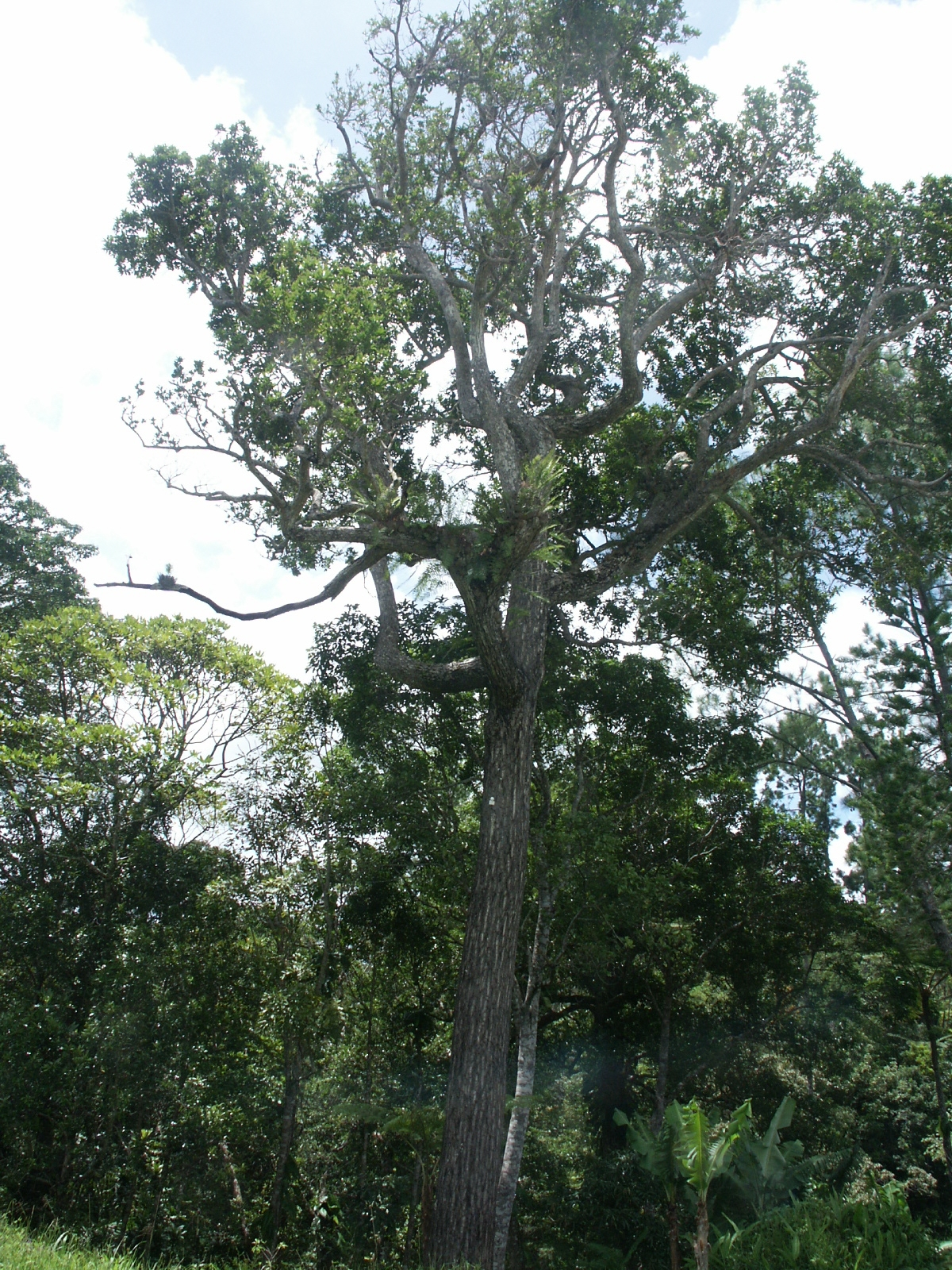
Calophyllum caledonicum
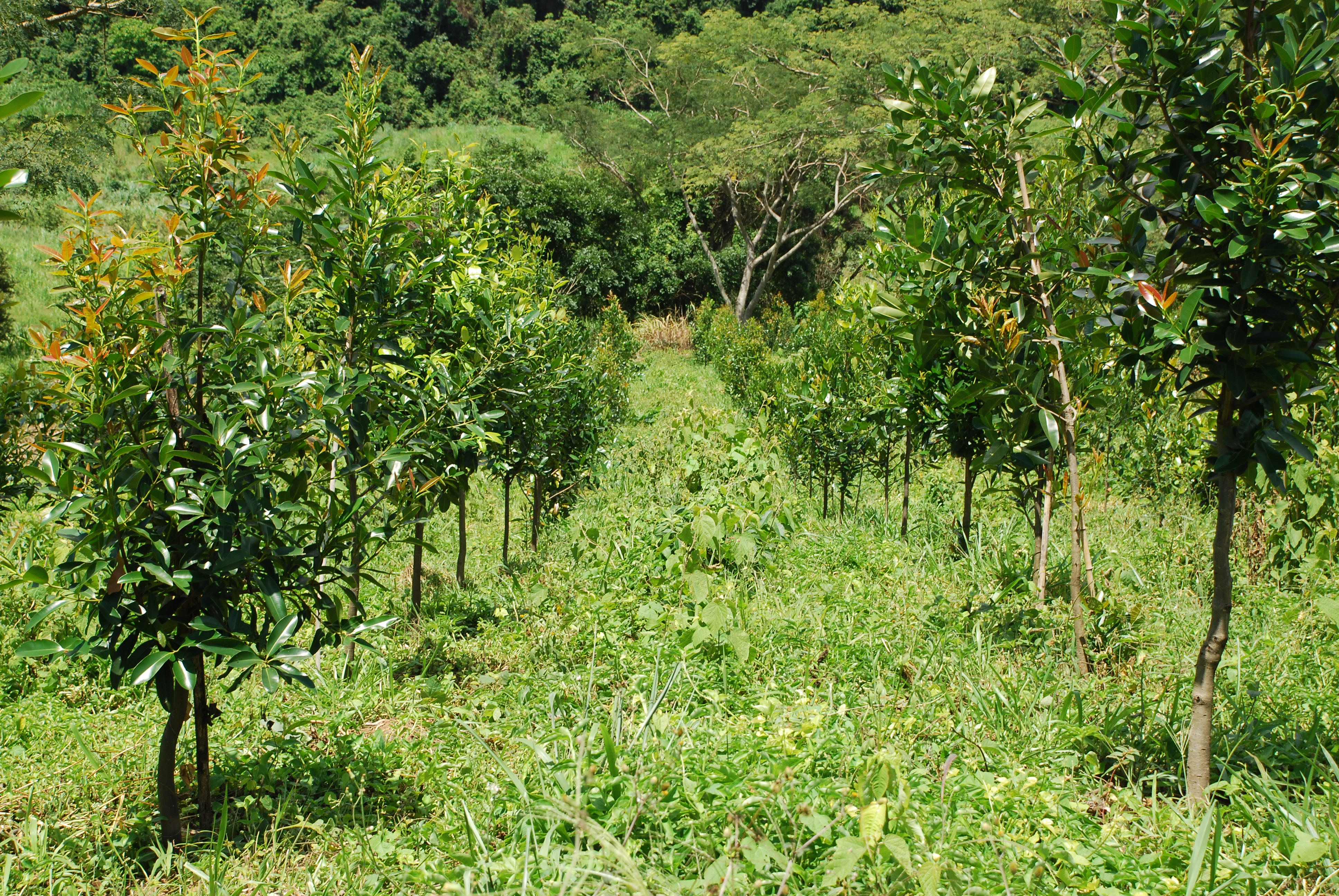
مزرعه Calophyllum brasiliense
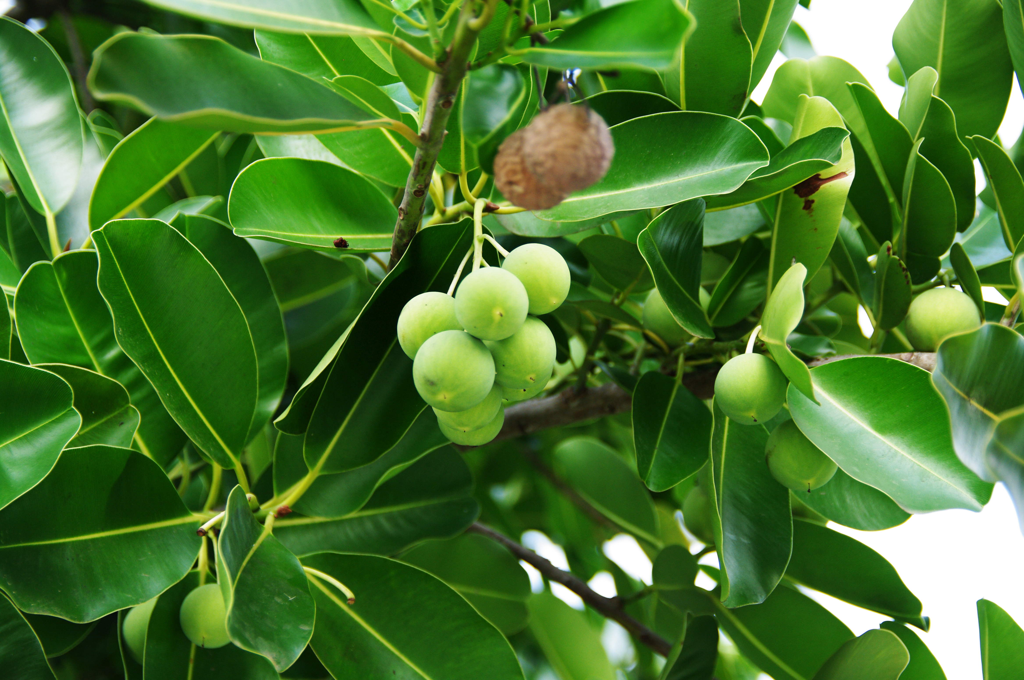
Calophyllum antillanum